# Санний спорт на зимових Олімпійських іграх 2002

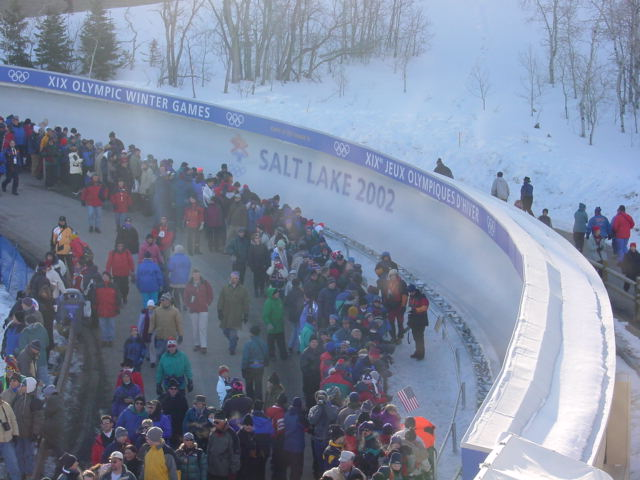
Санна траса в Олімпійський парк Юти, 15 лютого 2002 року.

Змагання з санного спорту на зимових Олімпійських іграх 2002 тривали з 10 до 14 лютого в Олімпійському парку Юти в Парк-Сіті США. Розіграно три комплекти нагород.

## Чемпіони та призери

### Таблиця медалей
| Місце              | Країна             | Золото | Срібло | Бронза | Загалом |
| ------------------ | ------------------ | ------ | ------ | ------ | ------- |
| 1                  | Німеччина (GER)    | 2      | 2      | 1      | 5       |
| 2                  | Італія (ITA)       | 1      | 0      | 0      | 1       |
| 3                  | США (USA)          | 0      | 1      | 1      | 2       |
| 4                  | Австрія (AUT)      | 0      | 0      | 1      | 1       |
| Загалом (4 збірні) | Загалом (4 збірні) | 3      | 3      | 3      | 9       |

### Дисципліни
| Дисципліна                | Золото                                       | Срібло                               | Бронза                        |
| ------------------------- | -------------------------------------------- | ------------------------------------ | ----------------------------- |
| Одномісні сани (чоловіки) | Армін Цеггелер · Італія                      | Ґеорґ Гакль · Німеччина              | Маркус Прок · Австрія         |
| Одномісні сани (жінки)    | Зільке Отто · Німеччина                      | Барбара Нідернгубер · Німеччина      | Зільке Краусхар · Німеччина   |
| Двомісні сани             | Німеччина (GER) Патрік Ляйтнер Александр Реш | США (USA) Марк Грімметт Браян Мартін | США (USA) Кріс Торп Клей Айвз |

### Країни-учасниці
У змаганнях з санного спорту на Олімпійських іграх у Солт-Лейк-Сіті взяли участь спортсмени 25-ти країн.
- Аргентина
- Австрія
- Бермудські Острови
- Бразилія
- Канада
- Китайський Тайбей
- Чехія
- Франція
- Німеччина
- Велика Британія
- Індія
- Італія
- Японія
- Латвія
- Молдова
- Нова Зеландія
- Румунія
- Росія
- Словаччина
- Південна Корея
- Швеція
- Швейцарія
- США
- Венесуела
- Віргінські Острови